# Сара Пејлин
Сара Луиз Хит Пејлин (енгл. Sarah Louise Heath Palin; Сандпојнт, 11. фебруара 1964) је америчка политичарка, члан Републиканске странке и бивши гувернер Аљаске. На преседничким изборима 2008. била је кандидат Џона Мекејна за место потпредседника Сједињених Америчких Држава. 3. јула 2009. Сара Пејлин је најавила да ће поднети оставку на место гувернера Аљаске, као и да се неће кандидовати на следећим изборима за гувернера 2010. године.
Пејлин је изабрана за гувернера Аљаске 2006. године, победивши у страначким предизборима тадашњег гувернера Френка Мурковског, и на општим изборима некадашњег демократског гувернера Аљаске Тонија Ноулза. Пажњу јавности је привукла откривајући етичке пропусте вођа Републиканске странке на Аљасци.
Пре него што је изабрана за гувернера, Пејлин је служила у два сазива у градском савету Василе, града на Аљасци од 5.470 становника (2000), од 1992-1996, била изабрана за градоначелника Василе 1996, и била кандидат за заменика гувернера на изборима 2002 (када није изабрана).
29. августа, 2008, републикански председнички кандидат сенатор Џон Мекејн је објавио да је изабрао Сару Пејлин за свог кандидата за потпредседника. Сара Пејлин је била први жена кандидат Републиканске странке за положај потпредседника, и други жена кандидат за потпредседника испред једне од две велике странке у САД уопште; прва је била демократа Џералдин Фераро 1984. Она је такође и први политичар са Аљаске која је била национални кандидат у кампањи за председника или потпредседника.